# Sierra de Lagunilla
La Sierra de Lagunilla, se encuentra en el extremo occidental de la Sierra de Béjar. Su situación geográfica la sitúa: al norte el río Cuerpo de Hombre y la llanura salmantina, al este el río Tiétar y la Sierra de Béjar, al sur la llanura cacereña y al oeste el río Alagón y la Sierra de Gata.
La Sierra debe su nombre al municipio del mismo nombre, en el que se encontraba una laguna que en la actualidad sólo presenta su cuenca.
La altura máxima de la misma, se encuentra en el Pico del Buitre a 1228 m.
Geológicamente se distinguen dos zonas muy marcadas:
Zona Granítica en la parte oriental de la misma y la Zona Pizarrosa en la zona occidental.